# Regölés (rajzfilm)
A Regölés 1978-ban bemutatott magyar rajzfilm, amelyet Hegyi Füstös László írt és rendezett. Az animációs játékfilm producere Mikulás Ferenc. A zenéjét a Muzsikás együttes szerezte. A mozifilm a Pannónia Filmstúdió gyártásában készült. Műfaja zenés film.

## Rövid tartalom
Három regös bőségvarázsló énekének illusztrálása a Muzsikás együttes zenéjére.

## Alkotók
- Írta és rendezte: Hegyi Füstös László
- Zenéjét szerezte: Muzsikás együttes
- Operatőr: Polyák Sándor
- Segédoperatőr: Pethes Zsolt
- Hangmérnök: Nyerges András Imre
- Hangaszissztens: Zsebényi Béla
- Vágó: Czipauer János
- Munkatársak: Bajusz Pálné, Barta Irén, Királyházi Jenőné
- Színes technika: Kun Irén
- Gyártásvezető: Vécsy Veronika
- Produkciós vezető: Mikulás Ferenc

Készítette a Pannónia Filmstúdió.